# Erythrocercus
Erythrocercus és un gènere d'ocells, que forma per ell mateix la família Erythrocercidae, si bé ha estat ubicat a Cettiidae, com a Incertae sedis o a Scotocercidae.

## Taxonomia
No hi ha consens taxonòmic sobre la família a la que pertany Erythrocercus. Segons la llista mundial d'ocells del Congrés Ornitològic Internacional (versió 13.2, 2023) aquest gènere està inclòs en els eritrocèrcids (Erythrocercidae). Ja el Handook of the Birds of the World i la quarta versió de la BirdLife International Checklist of the birds of the world (Desembre 2019), consideren que està inclòs dins dels escotocèrtids (Scotocercidae).

## Llistat d'espècies
Segons la classificació del Congrés Ornitològic Internacional (versió 13.2, 2023), aquest gènere conté 3 espècies:
- Erythrocercus holochlorus - cua-roig groc.
- Erythrocercus mccallii - cua-roig de McCall.
- Erythrocercus livingstonei - cua-roig de Livingstone.